# Пирамида (фильм, 1996)
«Пирами́да» (англ. The Pyramid) — хардкорный порнофильм Пьера Вудмана, снятый на студии «Private Media Group» в 1996 году. Состоит из трех разделенных частей, каждая из которых длится около 140 минут. Фильм был отмечен наградой в сфере порнографического кино.

## Синопсис
Археологи Уильям и Элизабет Реутер приехали в Египет, по приглашению своего знакомого Карима, чтобы раскрыть древнюю тайну (на самом деле Карим хочет «отбить» Элизабет у Уильяма). Археологи приехали на место древнего города Бушера, где они находят старинный камень с письменами, который в свою очередь выведет их к карте, которая указывает место спрятанных сокровищ.
Уильям и Элизабет попадают в самое сердце пирамиды, куда 4000 лет не ступала нога человека. Они находят саркофаг, где покоится прекрасная Эмрис — девушка из окружения фараона, его нимфа. Они возвращаются в Каир и идут напрямую к министру культуры, чтобы рассказать о своём открытии. Но этот визит имел плохие последствия. Министр посылает своих людей арестовать Уильяма и Элизабет, чтобы самому завладеть сокровищами. Ему удаётся заключить в тюрьму Элизабет и Эмрис, но те убегают оттуда, соблазнив охранника.

### Сексуальные сцены
Private Gold 11: The Pyramid 1
1. Kristina Klevits — John Walton.
2. Mafalda — Philippe Soine — Rich Reeves — Richard Langin.
3. Angelica Mirai — Sandra Dark — David Perry — John Walton.
4. Tania Russof — Richard Langin.
5. Regina Sipos — David Perry — Philippe Dean.

Private Gold 12: The Pyramid 2
1. Adele Vanaga — Andrea Czepke — Krisztina Schwartz — Cindy Kay — Katalyn Hoffner — Sveta — Tunde — Yanna — Alain Deloin.
2. Liga — Jean-Yves Le Castel.
3. Demia Moor — David Perry — Philippe Dean.
4. Angelica Mirai — Tania Russof — Frank Versace.
5. Ana Harnal — Shonna Lynn — Alain Kraut — David Perry — Anthony Hardwood — Philippe Dean — Philippe Soine — Zoltan Kabai.
6. Anike — Betty Anderson — Frank Versace.

Private Gold 13: The Pyramid 3
1. Julia Tchernei — Jean-Yves Le Castel.
2. Angelica Mirai — Richard Langin.
3. Bianca — Judith Penn — Philippe Dean — Philippe Soine.
4. Gina — Nikki Anderson — Alain Deloin.
5. Nicolette — Tikki — David Perry.

## Награды
- AVN Awards — Best Foreign Release (1997)[1].